# Медаль имени Фредерика Леонарда
Медаль имени Фредерика Леонарда (англ. Leonard F. Medal) — высшая международная награда в области метеоритики. Присуждается учёным, внесшим выдающийся вклад в изучение метеоритов.

## История
Медаль была основана в 1962 году в честь первого президента Американского (ставшего международным) метеоритного общества Фредерика Леонарда (Frederick C. Leonard).
Первое награждение состоялось в 1966 году.

## Награждённые медалью
Лауреаты медали Ф. Леонарда по году награждения:
- 1966 — Билз, Карлайл  Канада
- 1967 — Харви Х. Нинингер
- 1968 — Эрнст Эпик
- 1969 — Юри, Гарольд Клейтон  США
- 1970 — Фред Л. Уиппл
- 1971 — Кринов, Евгений Леонидович  СССР
- 1972 — Брайан Гарольд Мейсон
- 1973 — Джон Рейнольдс
- 1974 — Эдвард Андерс
- 1975 — Джеральд Дж. Вассербург
- 1976 — Джеймс Р. Арнольд
- 1977 — Ханс Э. Зюсс
- 1978 — Джон А. Вуд
- 1979 — Пол Рамдор
- 1980 — Генрих Ванке
- 1981 — Джордж Уэзерилл
- 1982 — Роберт Н. Клейтон
- 1983 — Йоханнес Гейсс
- 1984 — Левин, Борис Юльевич  СССР
- 1985 — Юджин М. Шумейкер
- 1986 — Ральф Белкнап Болдуин
- 1987 — Масатаке Хонда
- 1988 — Клаус Кейл
- 1989 — Сафронов, Виктор Сергеевич  СССР
- 1990 — Питер Эберхардт
- 1991 — Дональд Д. Клейтон
- 1992 — Джон Т. Уоссон
- 1993 — Роберт М. Уокер
- 1994 — Аластер Кэмерон
- 1995 — Фридрих Бегеманн
- 1996 — Дональд Э. Браунли
- 1997 — Эрнст Зиннер
- 1998 — С. Росс Тейлор
- 1999 — Гренвилл Тернер
- 2000 — Гюнтер В. Люгмайр
- 2001 — Гарри И. Максуин младший
- 2002 — Дональд Д. Богард
- 2003 — Герберт Пальме
- 2004 — Майкл Джулиан Дрейк
- 2005 — Джозеф И. Гольдштейн
- 2006 — Майкл Дж. Гаффи
- 2007 — Мишель Моретт
- 2008 — Эдвард Р. Д. Скотт
- 2009 — Лоуренс Гроссман
- 2010 — Хироси Такэда[яп.]
- 2011 — Франсуа Робер
- 2012 — Дональд Бернетт
- 2013 — Ахмед Эль Гореси
- 2014 — Роджер Хьюинс
- 2015 — Джеффри Н. Кузи
- 2016 — Хироко Нагахара
- 2017 — Марк Тименс
- 2018 — Александр Н. Крот  США
- 2019 — Хисаёси Юримото[яп.]
- 2020 — Майкл Золенский
- 2021 — Катарина Лоддерс